# Centre d'études techniques de l'Équipement
Les centres d'études techniques de l'Équipement (abrégés en « CETE » ou « Cété ») étaient des services déconcentrés de l'État français, placés sous la tutelle du ministère de la Transition écologique et solidaire, apportant des prestations d'ingénierie dans les domaines :
- des infrastructures de transports : conception générale, ouvrages d'art, géotechnique, chaussées ;
- de l'exploitation et de la sécurité routière ;
- de la ville et des territoires : aménagement, urbanisme, habitat, construction, transports ;
- de l'environnement : eau, bruit, qualité de l'air, milieux naturels, énergie, déchets, risques naturels et technologiques ;
- de l'informatique.

Les huit CETE ont été dissous fin 2013, fusionnant avec d'autres entités pour donner naissance au Cerema.

## Les CETE

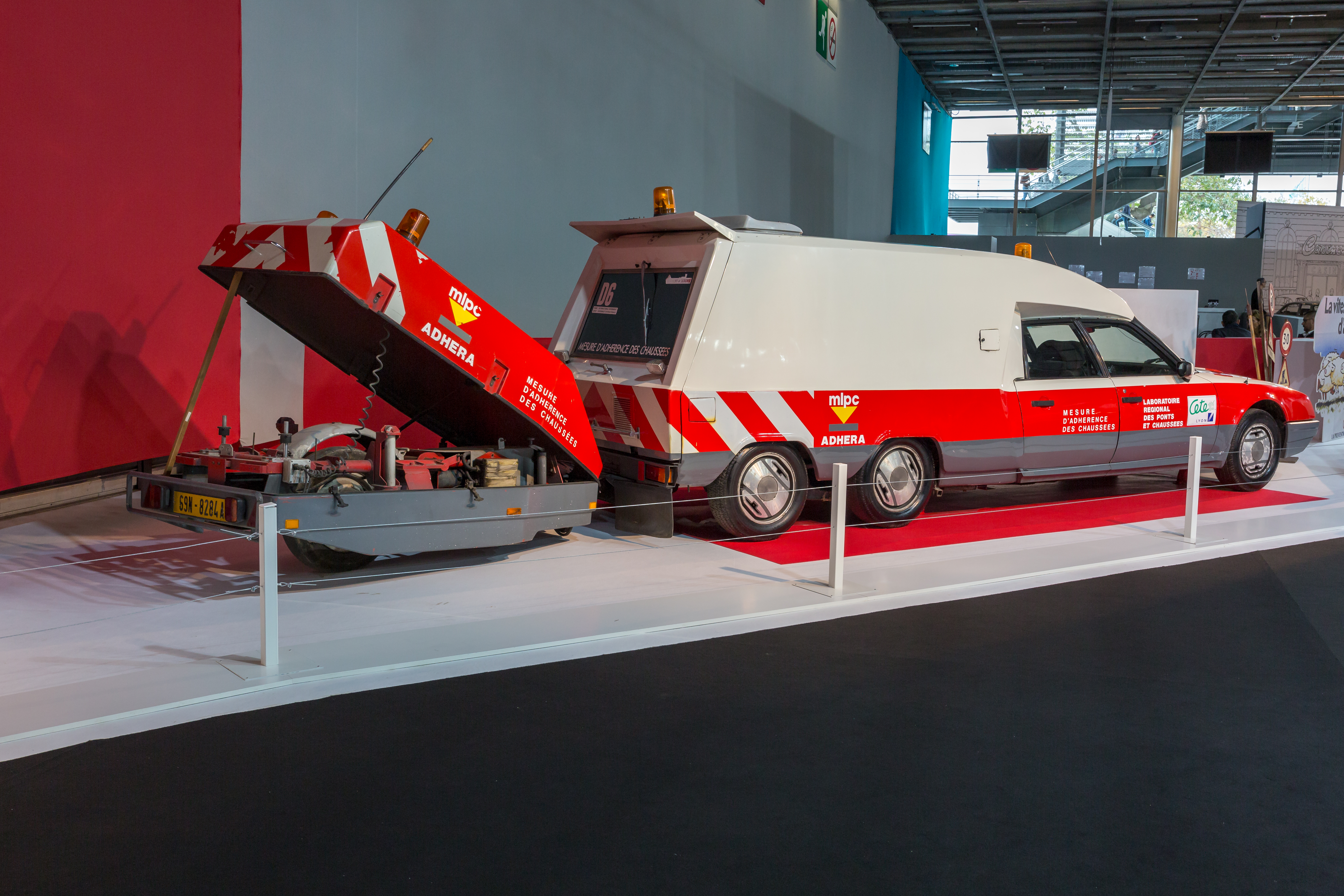
Stradographe du LCPC et du CETE

Il existait huit CETE :
| CETE                       | Zone d'action | Implantations                                                           |
| -------------------------- | --- | ----------------------------------------------------------------------- |
| CETE Méditerranée          | PACA, Languedoc-Roussillon, Corse, DOM-TOM des océans Indien et Pacifique (Polynésie française, Nouvelle-Calédonie, La Réunion, Mayotte, TAAF)  | Aix-en-Provence, Montpellier, Nice, Toulon, Marseille                   |
| CETE du Sud-Ouest          | Aquitaine, Midi-Pyrénées, Poitou-Charentes, Limousin (+Aude et Pyrénées-Orientales pour le laboratoire de Toulouse)                             | Bordeaux (Saint-Médard-en-Jalles), Toulouse                             |
| CETE de l'Ouest            | Bretagne et Pays de la Loire (+Vienne et Deux-Sèvres pour le laboratoire d'Angers)                                                              | Nantes, Angers (Les Ponts-de-Cé), Saint-Brieuc, Rennes (Saint-Grégoire) |
| CETE Normandie-Centre      | Basse-Normandie, Haute-Normandie, Centre-Val de Loire, DOM-TOM de l'océan Atlantique (Martinique, Guadeloupe, Guyane, Saint-Pierre-et-Miquelon) | Rouen (Le Grand-Quevilly), Blois                                        |
| CETE de l'Est              | Lorraine, Champagne-Ardenne, Alsace (+Territoire de Belfort pour le laboratoire de Strasbourg)                                                  | Metz, Nancy (Tomblaine) et Strasbourg                                   |
| CETE Nord-Picardie         | Nord-Pas-de-Calais et Picardie (+Marne et Ardennes pour le laboratoire de Saint-Quentin)                                                        | Lille, Haubourdin, Saint-Quentin, Villeneuve-d'Ascq                     |
| CETE de Lyon               | Auvergne, Bourgogne, Franche-Comté, Rhône-Alpes (+Limousin pour le laboratoire de Clermont-Ferrand)                                             | Lyon (Bron), Autun, Clermont-Ferrand, L'Isle-d'Abeau                    |
| CETE Île-de-France / DRIEA | Île-de-France | Melun (Vaux-le-Pénil), Le Bourget, Trappes                              |